# 禅頂
禅頂（ぜんちょう）とは、山の頂上、特に霊山の頂上の事を言う。
山岳信仰や修験道に於いて、霊山で修行することを禅定といい、禅頂までの修行の道筋を禅定道ともいう。
また、日光では舟で中禅寺湖を一回りする事を船禅頂と言い、正規の修行の1つと考えられている。